# Acosmeryx anceoides
Acosmeryx anceoides är en fjärilsart som beskrevs av Jean Baptiste Boisduval 1875. Acosmeryx anceoides ingår i släktet Acosmeryx och familjen svärmare. Inga underarter finns listade i Catalogue of Life.